# Gottesheim
Gottesheim település Franciaországban, Bas-Rhin megyében. Lakosainak száma 355 fő (2022. január 1.). Gottesheim Dettwiller, Hattmatt, Melsheim, Printzheim, Wilwisheim és Geiswiller-Zœbersdorf községekkel határos.

## Népesség
A település népességének változása:
| Lakosok száma | 344  | 335  | 349  | 346  | 352  | 355  | 356  | 353  | 355  |
|               | 2013 | 2015 | 2016 | 2017 | 2018 | 2019 | 2020 | 2021 | 2022 |